# Lista planetelor minore: 288001–289000
Aceasta este lista planetelor minore cu numerele 288001–289000.

## 288001–288100
| Denumire | Denumire provizorie | Data descoperirii | Locul descoperirii | Descoperitor(i) |
| -------- | ------------------- | ----------------- | ------------------ | --------------- |
| 288001 – | 2003 UZ191          | 23 octombrie 2003 | Anderson Mesa      | LONEOS          |
| 288003 – | 2003 UJ195          | 20 octombrie 2003 | Kitt Peak          | Spacewatch      |
| 288006 – | 2003 US200          | 21 octombrie 2003 | Socorro            | LINEAR          |
| 288018 – | 2003 UX219          | 21 octombrie 2003 | Palomar            | NEAT            |
| 288043 – | 2003 UW269          | 24 octombrie 2003 | Bergisch Gladbach  | W. Bickel       |
| 288062 – | 2003 UU325          | 17 octombrie 2003 | Apache Point       | SDSS            |
| 288086 – | 2003 WT2            | 17 noiembrie 2003 | Catalina           | CSS             |

## 288101–288200
| Denumire | Denumire provizorie | Data descoperirii | Locul descoperirii | Descoperitor(i) |
| -------- | ------------------- | ----------------- | ------------------ | --------------- |
| 288175 – | 2003 WT179          | 20 noiembrie 2003 | Kitt Peak          | M. W. Buie      |
| 288198 – | 2003 YX2            | 18 decembrie 2003 | Desert Eagle       | W. K. Y. Yeung  |
| 288199 – | 2003 YL3            | 19 decembrie 2003 | Kingsnake          | J. V. McClusky  |

## 288201–288300
| Denumire | Denumire provizorie | Data descoperirii | Locul descoperirii | Descoperitor(i) |
| -------- | ------------------- | ----------------- | ------------------ | --------------- |
| 288300 – | 2004 BF14           | 17 ianuarie 2004  | Haleakala          | NEAT            |

## 288301–288400
| Denumire | Denumire provizorie | Data descoperirii | Locul descoperirii | Descoperitor(i) |
| -------- | ------------------- | ----------------- | ------------------ | --------------- |
| 288306 – | 2004 BZ25           | 18 ianuarie 2004  | Needville          | J. Dellinger    |

## 288401–288500
| Denumire       | Denumire provizorie | Data descoperirii | Locul descoperirii | Descoperitor(i)         |
| -------------- | ------------------- | ----------------- | ------------------ | ----------------------- |
| 288425 –       | 2004 EE             | 11 martie 2004    | Wrightwood         | J. W. Young             |
| 288430 –       | 2004 EQ21           | 15 martie 2004    | Valmeca            | C. Demeautis, D. Matter |
| 288471 –       | 2004 FF3            | 18 martie 2004    | Modra              | J. Világi, L. Kornoš    |
| 288473 –       | 2004 FA6            | 23 martie 2004    | Emerald Lane       | L. Ball                 |
| 288477 –       | 2004 FJ15           | 16 martie 2004    | Siding Spring      | SSS                     |
| 288478 Fahlman | 2004 FA17           | 16 martie 2004    | Mauna Kea          | D. D. Balam             |
| 288482 –       | 2004 FQ22           | 16 martie 2004    | Campo Imperatore   | CINEOS                  |

## 288501–288600
| Denumire | Denumire provizorie | Data descoperirii | Locul descoperirii | Descoperitor(i)         |
| -------- | ------------------- | ----------------- | ------------------ | ----------------------- |
| 288533 – | 2004 GX9            | 13 aprilie 2004   | Mount Graham       | W. H. Ryan, Q. Jamieson |
| 288555 – | 2004 GY73           | 15 aprilie 2004   | Reedy Creek        | J. Broughton            |

## 288601–288700
| Denumire | Denumire provizorie | Data descoperirii | Locul descoperirii   | Descoperitor(i)  |
| -------- | ------------------- | ----------------- | -------------------- | ---------------- |
| 288615 – | 2004 ND9            | 11 iulie 2004     | Vallemare di Borbona | V. S. Casulli    |
| 288692 – | 2004 QJ1            | 19 august 2004    | Pla D'Arguines       | R. Ferrando      |
| 288696 – | 2004 QZ16           | 23 august 2004    | Goodricke-Pigott     | Goodricke-Pigott |

## 288701–288800
| Denumire | Denumire provizorie | Data descoperirii | Locul descoperirii | Descoperitor(i) |
| -------- | ------------------- | ----------------- | ------------------ | --------------- |
| 288711 – | 2004 RG12           | 8 septembrie 2004 | Saint-Véran        | Saint-Véran     |

## 288801–288900
| Denumire | Denumire provizorie | Data descoperirii  | Locul descoperirii | Descoperitor(i) |
| -------- | ------------------- | ------------------ | ------------------ | --------------- |
| 288892 – | 2004 RU287          | 15 septembrie 2004 | 7300 Observatory   | W. K. Y. Yeung  |

## 288901–289000
| Denumire | Denumire provizorie | Data descoperirii  | Locul descoperirii | Descoperitor(i)           |
| -------- | ------------------- | ------------------ | ------------------ | ------------------------- |
| 288913 – | 2004 ST             | 17 septembrie 2004 | Ottmarsheim        | Ottmarsheim               |
| 288950 – | 2004 SA56           | 23 septembrie 2004 | Goodricke-Pigott   | R. A. Tucker              |
| 288959 – | 2004 TJ16           | 11 octombrie 2004  | Moletai            | MAO                       |
| 288960 – | 2004 TN16           | 11 octombrie 2004  | Moletai            | K. Černis, J. Zdanavičius |